# Saint-Deniscourt
Saint-Deniscourt est une commune française située dans le département de l'Oise en région Hauts-de-France.

## Géographie
| Omécourt | Hautbos          |          |
| Loueuse  | Saint-Deniscourt | Thérines |
|          | Hardivillers     |          |

### Hydrographie

#### Réseau hydrographique
La commune est située dans le bassin Seine-Normandie. Elle est drainée par le Petit Therain,.
Le Petit Thérain, d'une longueur de 21 km, prend sa source dans la commune de Omécourt et se jette  dans le Thérain à Milly-sur-Thérain, après avoir traversé huit communes. 

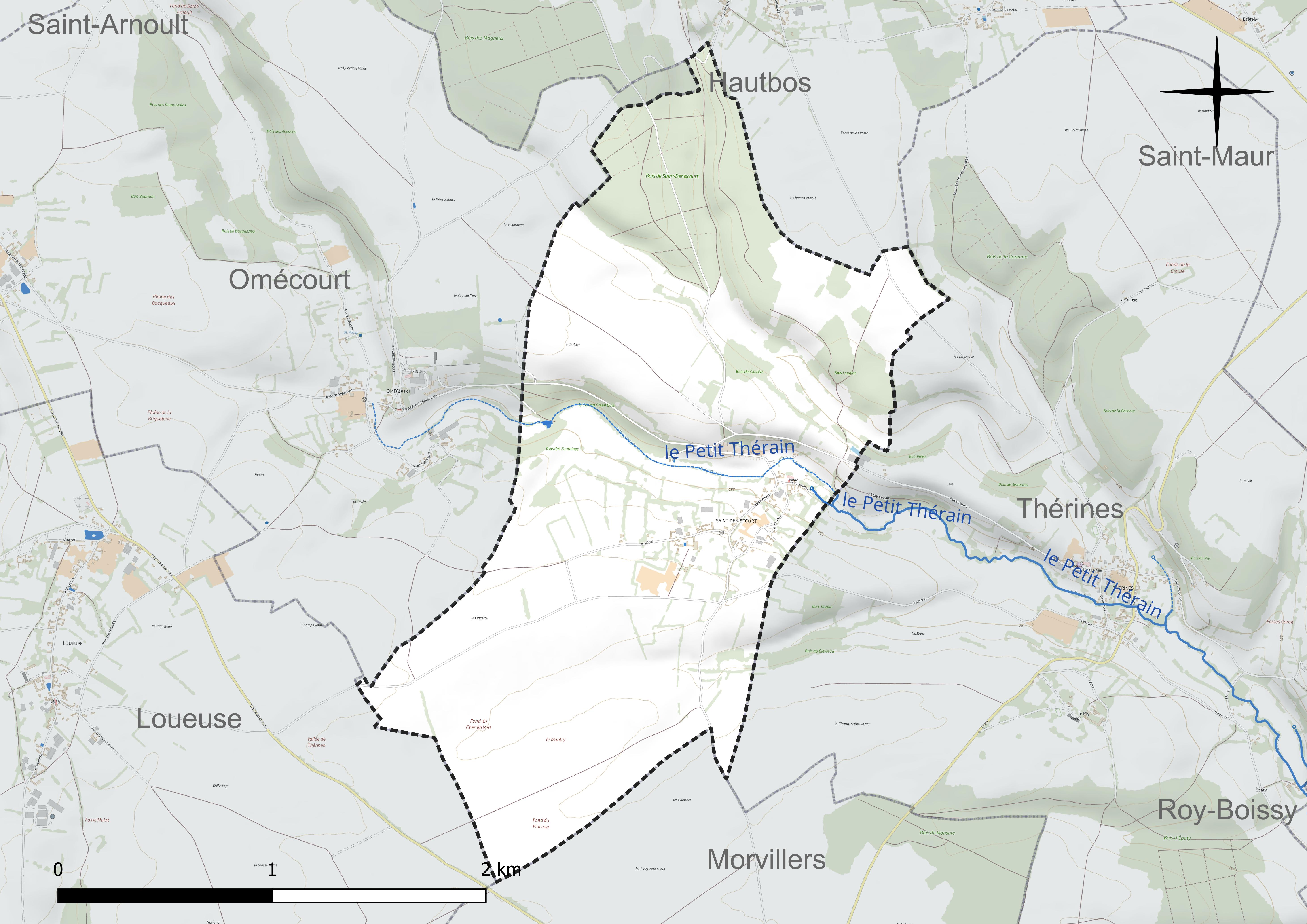
Réseau hydrographique de Saint-Deniscourt.

#### Gestion et qualité des eaux
Le territoire communal est couvert par le schéma d'aménagement et de gestion des eaux (SAGE) « Sensée ». Ce document de planification concerne un territoire de 1 219 km2 de superficie, délimité par le bassin versant du Thérain. Le périmètre a été arrêté le 27 janvier 2023 et le SAGE proprement dit est, en 2024, en cours d'élaboration. La structure porteuse de l'élaboration et de la mise en œuvre est le syndicat intercommunal de la Vallée du Thérain (SIVT). 
La qualité des cours d'eau peut être consultée sur un site dédié géré par les agences de l'eau et l'Agence française pour la biodiversité. 

### Climat
Pour des articles plus généraux, voir Climat des Hauts-de-France et Climat de l'Oise.
En 2010, le climat de la commune est de type climat océanique dégradé des plaines du Centre et du Nord, selon une étude du CNRS s'appuyant sur une série de données couvrant la période 1971-2000. En 2020, Météo-France publie une typologie des climats de la France métropolitaine dans laquelle la commune est exposée à un climat océanique et est dans la région climatique  Côtes de la Manche orientale, caractérisée par un faible ensoleillement (1 550 h/an) ; forte humidité de l'air (plus de 20 h/jour avec humidité relative > 80 % en hiver), vents forts fréquents. 
Pour la période 1971-2000, la température annuelle moyenne est de 10 °C, avec une amplitude thermique annuelle de 14,5 °C. Le cumul annuel moyen de précipitations est de 816 mm, avec 12,7 jours de précipitations en janvier et 8,7 jours en juillet. Pour la période 1991-2020, la température moyenne annuelle observée sur la station météorologique la plus proche, située sur la commune de Saint-Arnoult à 5 km à vol d'oiseau, est de 10,4 °C et le cumul annuel moyen de précipitations est de 797,2 mm,. Pour l'avenir, les paramètres climatiques de la commune estimés pour 2050 selon différents scénarios d'émission de gaz à effet de serre sont consultables sur un site dédié publié par Météo-France en novembre 2022.
| Mois                                  | jan.          | fév.           | mars           | avril         | mai           | juin          | jui.          | août         | sep.          | oct.          | nov.          | déc.           | année     |
| ------------------------------------- | ------------- | -------------- | -------------- | ------------- | ------------- | ------------- | ------------- | ------------ | ------------- | ------------- | ------------- | -------------- | --------- |
| Température minimale moyenne (°C)     | 1,1           | 1,2            | 2,7            | 4,5           | 7,4           | 10,5          | 12,3          | 12,4         | 10            | 7,9           | 4,5           | 1,7            | 6,3       |
| Température moyenne (°C)              | 3,5           | 4              | 6,5            | 9,6           | 12,4          | 15,8          | 17,9          | 17,7         | 14,9          | 11,4          | 7,1           | 4,1            | 10,4      |
| Température maximale moyenne (°C)     | 6             | 6,9            | 10,3           | 14,6          | 17,5          | 21,2          | 23,4          | 23           | 19,8          | 15            | 9,8           | 6,5            | 14,5      |
| Record de froid (°C) date du record   | −13 18.01.13  | −12,6 12.02.12 | −11,5 04.03.05 | −4,5 07.04.08 | −0,8 06.05.19 | 2,5 14.06.05  | 5 31.07.07    | 4,9 21.08.14 | 2,4 30.09.18  | −3,8 29.10.03 | −5,4 30.11.16 | −12,1 26.12.10 | −13 2013  |
| Record de chaleur (°C) date du record | 14,1 09.01.15 | 17,9 27.02.19  | 23,2 31.03.21  | 25,7 20.04.18 | 29,7 27.05.05 | 34,6 21.06.17 | 40,6 25.07.19 | 37 09.08.20  | 33,1 09.09.23 | 28,5 01.10.11 | 18,5 08.11.15 | 16,6 30.12.22  | 40,6 2019 |
| Précipitations (mm)                   | 75,3          | 63,3           | 65,8           | 45,8          | 68,1          | 53,2          | 58,7          | 70,2         | 50,8          | 70,4          | 78,5          | 97,1           | 797,2     |

## Urbanisme

### Typologie
Au 1er janvier 2024, Saint-Deniscourt est catégorisée commune rurale à habitat dispersé, selon la nouvelle grille communale de densité à sept niveaux définie par l'Insee en 2022.
Elle est située hors unité urbaine. Par ailleurs la commune fait partie de l'aire d'attraction de Beauvais, dont elle est une commune de la couronne,. Cette aire, qui regroupe 162 communes, est catégorisée dans les aires de 50 000 à moins de 200 000 habitants,.

### Occupation des sols
L'occupation des sols de la commune, telle qu'elle ressort de la base de données européenne d'occupation biophysique des sols Corine Land Cover (CLC), est marquée par l'importance des territoires agricoles (76,8 % en 2018), une proportion identique à celle de 1990 (76,8 %). La répartition détaillée en 2018 est la suivante : 
terres arables (51,4 %), prairies (20,8 %), forêts (17,7 %), zones urbanisées (5,4 %), zones agricoles hétérogènes (4,7 %). L'évolution de l'occupation des sols de la commune et de ses infrastructures peut être observée sur les différentes représentations cartographiques du territoire : la carte de Cassini (XVIIIe siècle), la carte d'état-major (1820-1866) et les cartes ou photos aériennes de l'IGN pour la période actuelle (1950 à aujourd'hui).

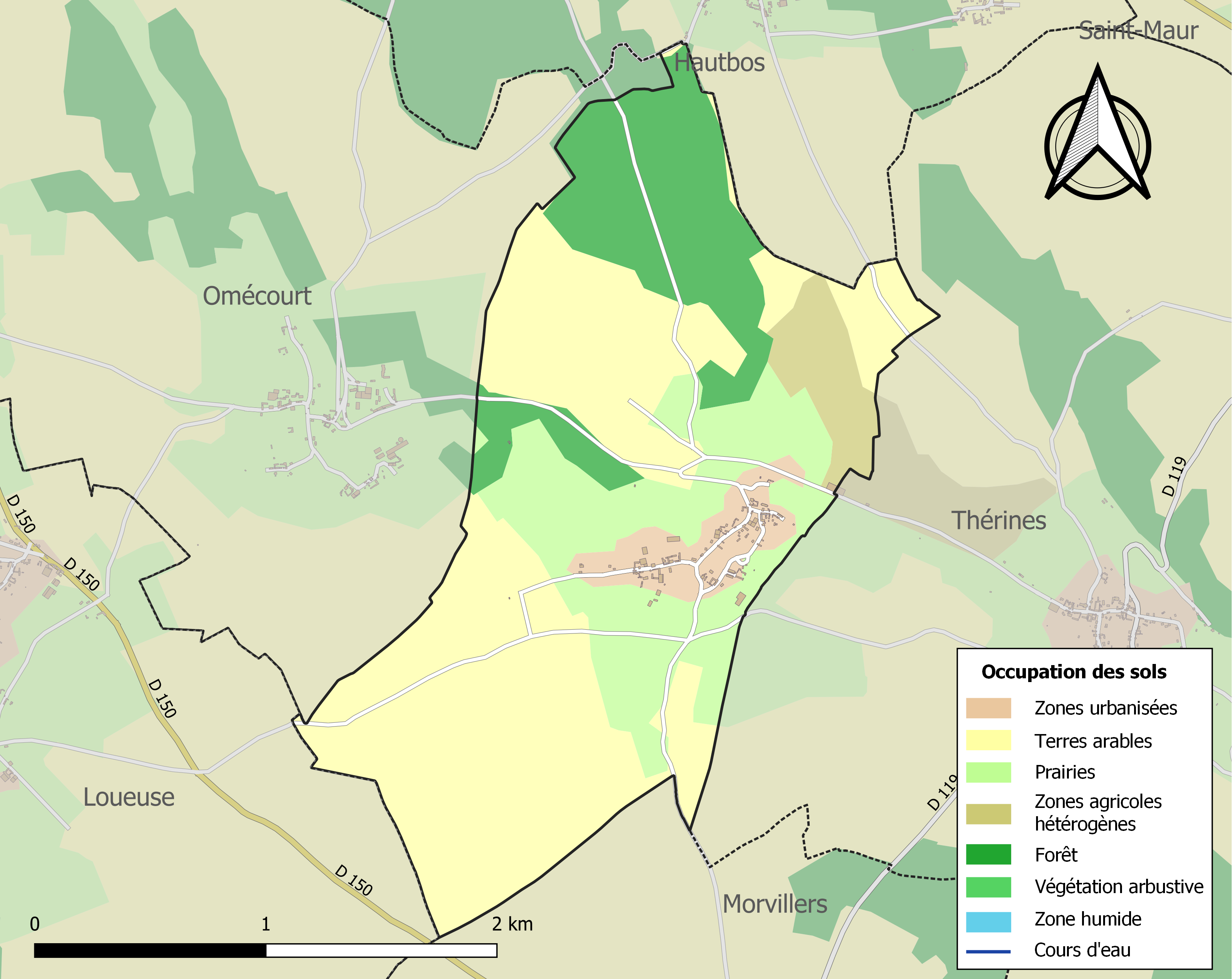
Carte des infrastructures et de l'occupation des sols de la commune en 2018 (CLC).

### Voies de communication et transports
La commune est desservie, en 2023, par les lignes 6103, 6113, 6150 et 6151 du réseau interurbain de l'Oise.

## Toponymie
Le nom de la localité est attesté sous les formes Sanctus Dionisii curtis (1151) ; de Sancto Dionisicurte (1153) ; Sancti Dionysii curte (1153) ; de Sancti Dyonisii curte (1163) ; Si Dionisii curtis (1170) ; Saint Deniscurt (vers 1178) ; Sandelicort (1189) ; ecclesiam de Sancti Dyonisii curte (1195) ; de Saindiniscurte (1216) ; de Si Dyonisii curte (1221) ; Saint Deniscort (1238) ; Sandenicort (1238) ; Sanctus Dejonisius (1252) ; de Sancto Deniscour (XIIIe) ; de Sancto Dionisicurte (1316) ; ecclesia de S. Dyonisicuria (1320) ; Sainct Denicourt (1454) ; Saint Denicourt (1545) ; S. Deniscour (1667) ; Denicourt la Montagne (1794) ; Deniscourt la Montagne durant la Révolution ; Deniscourt les Montagnes (1794) ; Saint-Deniscourt (1840).

L'élément -court est combiné avec un nom de saint.
Saint-Deniscourt est un hagiotoponyme caché faisant référence à un Saint Denys.

## Politique et administration
| Période                                  | Période         | Identité     | Étiquette | Qualité                                    |
| ---------------------------------------- | --------------- | ------------ | --------- | ------------------------------------------ |
| Les données manquantes sont à compléter. |                 |              |           |                                            |
| mars 2001                                | jusqu'à ce jour | Denis Bailly |           | Agriculteur Réélu pour le mandat 2014-2020 |

## Population et société

### Démographie

#### Évolution démographique
L'évolution du nombre d'habitants est connue à travers les recensements de la population effectués dans la commune depuis 1793. Pour les communes de moins de 10 000 habitants, une enquête de recensement portant sur toute la population est réalisée tous les cinq ans, les populations de référence des années intermédiaires étant quant à elles estimées par interpolation ou extrapolation. Pour la commune, le premier recensement exhaustif entrant dans le cadre du nouveau dispositif a été réalisé en 2004.

En 2022, la commune comptait 80 habitants, en évolution de −8,05 % par rapport à 2016 (Oise : +0,87 %, France hors Mayotte : +2,11 %).
| 1793 | 1800 | 1806 | 1821 | 1831 | 1836 | 1841 | 1846 | 1851 |
| ---- | ---- | ---- | ---- | ---- | ---- | ---- | ---- | ---- |
| 290  | 313  | 325  | 256  | 258  | 242  | 229  | 206  | 203  |

| 1856 | 1861 | 1866 | 1872 | 1876 | 1881 | 1886 | 1891 | 1896 |
| ---- | ---- | ---- | ---- | ---- | ---- | ---- | ---- | ---- |
| 190  | 180  | 167  | 152  | 137  | 141  | 140  | 125  | 120  |

| 1901 | 1906 | 1911 | 1921 | 1926 | 1931 | 1936 | 1946 | 1954 |
| ---- | ---- | ---- | ---- | ---- | ---- | ---- | ---- | ---- |
| 105  | 106  | 81   | 68   | 69   | 82   | 83   | 89   | 59   |

| 1962 | 1968 | 1975 | 1982 | 1990 | 1999 | 2004 | 2006 | 2009 |
| ---- | ---- | ---- | ---- | ---- | ---- | ---- | ---- | ---- |
| 61   | 51   | 51   | 50   | 46   | 69   | 77   | 74   | 96   |

| 2014 | 2019 | 2022 | - | - | - | - | - | - |
| ---- | ---- | ---- | - | - | - | - | - | - |
| 89   | 83   | 80   | - | - | - | - | - | - |

#### Pyramide des âges
La population de la commune est relativement jeune.
En 2018, le taux de personnes d'un âge inférieur à 30 ans s'élève à 33,7 %, soit en dessous de la moyenne départementale (37,3 %). À l'inverse, le taux de personnes d'âge supérieur à 60 ans est de 20,5 % la même année, alors qu'il est de 22,8 % au niveau départemental.
En 2018, la commune comptait 38 hommes pour 46 femmes, soit un taux de 54,76 % de femmes, largement supérieur au taux départemental (51,11 %).
Les pyramides des âges de la commune et du département s'établissent comme suit.
| Hommes | Classe d’âge | Femmes |
| ------ | ------------ | ------ |
| 0,0    | 90 ou +      | 0,0    |
| 5,3    | 75-89 ans    | 8,9    |
| 13,2   | 60-74 ans    | 13,3   |
| 28,9   | 45-59 ans    | 22,2   |
| 23,7   | 30-44 ans    | 17,8   |
| 10,5   | 15-29 ans    | 6,7    |
| 18,4   | 0-14 ans     | 31,1   |

| Hommes | Classe d’âge | Femmes |
| ------ | ------------ | ------ |
| 0,5    | 90 ou +      | 1,4    |
| 5,5    | 75-89 ans    | 7,6    |
| 15,6   | 60-74 ans    | 16,3   |
| 20,8   | 45-59 ans    | 20     |
| 19,4   | 30-44 ans    | 19,4   |
| 17,6   | 15-29 ans    | 16,2   |
| 20,6   | 0-14 ans     | 19,1   |